# مدرسة سعادة (بغداد)
مدرسة سعادة  مدرسة تاريخية يعود تأسيسها إلى العصر العباسي في بغداد. أنشأها الأمير عز الدين أبو الحسن سعادة الرسائلي، المتوفى عام 1106، والذي وُصف بأنه كان يفصح بأكثر اللغات.  وتُعتبر هذه المدرسة من المدارس المشتركة بين المذهبين    الحنفي و الشافعي.  ويُعتقد أنها كانت تشتمل على منارة. إلا أنها لم تعد موجودة اليوم.